# Alphaville (film)
Alphaville är titeln på en film regisserad av Jean-Luc Godard. Filmen är svartvit och släpptes år 1965.
Filmen vann Guldbjörnen vid 15:e Filmfestivalen i Berlin 1965.

## Miljön i Alphaville
Alphaville kombinerar de olika genrerna dystopi, science fiction och film noir. Även om handlingen utspelar sig långt fram i framtiden på en annan planet, så finns det inga specialeffekter eller utarbetade miljöer. Filmen spelades i stället in i verkliga miljöer i Paris. Stadens gator under de nattliga timmarna blev gator i Alphaville, och moderna glas- och betongbyggnader (som 1965 var nya och främmande arkitektoniska skapelser) representerar stadens inre. Dessutom refererar personerna i filmen till 1900-talet; som exempel beskriver hjälten sig själv som en veteran från Guadalcanal.
Den expatrierade amerikanske skådespelaren Eddie Constantine spelar Lemmy Caution, en hemlig agent klädd i trenchcoat. Constantine hade redan spelat denna eller liknande roller i ett dussintal tidigare filmer; personen hade ursprungligen skapats av den brittiske kiosklitteraturförfattaren Peter Cheyney. Men i Alphaville tar regissören Jean-Luc Godard bort Caution från hans vanliga 1900-talsmiljöer, och placerar honom i en futuristisk dystopisk science fiction, den teknokratiska diktaturen i Alphaville.

## Handling
Lemmy Caution, en amerikansk privatdetektiv, kommer till Alphaville, en futuristisk stad på en annan planet. Hans mycket amerikanska karaktär är i strid med stadens härskare, en ond vetenskapsman vid namn professor von Braun, som har förbjudit kärlek och personliga uttryck.

## Rollista
- Eddie Constantine – Lemmy Caution
- Anna Karina – Natasja von Braun
- Akim Tamirof – Henri Dickson
- Christa Lang – första förförerska av tredje klass
- Valérie Boisgel – andra förförerska av tredje klass
- Jean-Louis Comolli – professor Jeckell
- Michel Delahaye – professor von Brauns assistent
- Jean-André Fieschi – professor Heckell
- Jean-Pierre Léaud – frukostservitör
- László Szabó – försteingenjör
- Howard Vernon – Leonard Nosferatu, alias professor von Braun